# Eparchia iziumska

Eparchia iziumska na tle podziału administracyjnego UKP PM

Eparchia iziumska – jedna z eparchii Ukraińskiego Kościoła Prawosławnego Patriarchatu Moskiewskiego, z siedzibą w Iziumie.

## Historia
Eparchię erygowano 8 maja 2012 postanowieniem Świętego Synodu Ukraińskiego Kościoła Prawosławnego Patriarchatu Moskiewskiego, poprzez wydzielenie z eparchii charkowskiej. Obejmuje część obwodu charkowskiego (13 południowo-wschodnich rejonów).

### Ordynariusze eparchii
- Elizeusz (Iwanow), 2012-2022[2]
- Jan (Ternowecki), od 2022[3]

## Dekanaty
W skład eparchii wchodzi 12 dekanatów:
- bałaklijski (15 parafii);
- barwinkowski (5 parafii);
- błyzniukiwski (5 parafii);
- borowski (3 parafie);
- czuhujiwski (16 parafii);
- dworiczniański (6 parafii);
- iziumski (11 parafii);
- kupiański (7 parafii);
- peczeniski (6 parafii);
- szewczenkowski (4 parafie);
- wołczański (10 parafii);
- zmijiwski (18 parafii).

## Monastery
Na terenie eparchii działają dwa monastery:
- monaster Piesczańskiej Ikony Matki Bożej w Iziumie – męski;
- monaster Świętych Borysa i Gleba w Wodianym – żeński.